# Pietro Genovesi
Pietro Genovesi (Bolonha, 27 de junho de 1902 – 5 de agosto de 1980) foi um futebolista italiano, que competiu nos Jogos Olímpicos de 1928.
Ele foi um membro da equipe italiana que conquistou a medalha de bronze do torneio.

## Títulos
Bologna
- Campeonato Italiano (2): 1924-25, 1928-29
- Mitropa Cup (1): 1932

Seleção Italiana
- Medalha de bronze olímpica (1):  1928